# 誇り高き戦場
『誇り高き戦場』（ほこりたかきせんじょう、Counterpoint）は、1967年公開のアメリカ合衆国の戦争映画。
ストーリーはアラン・シリトーの小説『誇り高き戦場』（The General）を原作としている。

## ストーリー
第二次世界大戦が終結する直前の1944年12月、名指揮者ライオネル・エヴァンス率いる交響楽団は、米軍慰問協会主催のコンサートのためにベルギーに向かった。
しかし、演奏中にドイツ軍が反撃をはじめ楽団は移動を余儀なくされる。だが、移動中に楽団員が乗るバスがドイツ軍に攻撃され囲まれてしまい、楽団はドイツ軍の指令本部に連れて行かれた。そこで、処刑が趣味であるアーント大佐によって処刑されそうになるが、司令官であるシラー将軍により阻止される。シラー将軍は、エヴァンスに兵士の士気を高めるために演奏するように頼むがエヴァンスは拒否し、楽団は地下に監禁される。楽団員は、演奏を拒み続けるエヴァンス抜きでリハーサルをはじめ、コンサートマスターであるヴィクター・ライスが代わりに指揮した。そこに将軍が来て、エヴァンスの指揮でないと意味はないと言い捨てる。ヴィクターの妻であるアナベルがエヴァンスを呼び戻し、エヴァンスはリハーサルの指揮をすることにした。彼は、楽団員とともに計画を立て脱出しようとしたが、計画は失敗してしまう。
翌日、エヴァンスは時間稼ぎのため、シラー将軍にコンサートで演奏することを受け入れ、その日の夜、楽団は演奏を始めた。演奏が終わると、楽団員はアーント大佐によって墓の前に立たされ処刑されることとなったが、直前にパルチザンが駆けつけ処刑を免れた。そして、楽団員はバスに乗り脱出に成功したが、エヴァンスは残りアーント大佐と対決する。そこに、シラー将軍が現れ大佐を射殺する。ドイツ軍は去り、エヴァンスら楽団員は生還した。

## キャスト
| 役名                   | 俳優                   | 日本語吹替                         | 日本語吹替                           | 日本語吹替                                                   |
| 役名                   | 俳優                   | TBS旧版                            | フジテレビ版                         | TBS新版                                                      |
| ---------------------- | ---------------------- | ---------------------------------- | ------------------------------------ | ------------------------------------------------------------ |
| ライオネル・エヴァンス | チャールトン・ヘストン | 納谷悟朗                           | 納谷悟朗                             | 納谷悟朗                                                     |
| シラー将軍             | マクシミリアン・シェル | 瑳川哲朗                           | 瑳川哲朗                             | 西沢利明                                                     |
| アナベル・ライス       | キャスリン・ヘイズ     | 谷育子                             | 鈴木弘子                             | 弥永和子                                                     |
| アーント大佐           | アントン・ディフリング | 千葉耕市                           | 戸浦六宏                             | 仁内達之                                                     |
| ヴィクター・ライス     | レスリー・ニールセン   | 中田浩二                           | 中村正                               | 村越伊知郎                                                   |
| クリンガーマン大尉     | カート・ローウェンズ   | 北村弘一                           | 中田浩二                             | 平林尚三                                                     |
| ジョーダン             | グレゴリー・モートン   | 野本礼三                           | 大木民夫                             | 糸博                                                         |
| ロング中尉             | リンデン・チャイルズ   | 青野武                             | 伊武雅之                             | 屋良有作                                                     |
| キャロウェイ軍曹       | ピーター・マスターソン | 仲木隆司                           | 仲木隆司                             |                                                              |
| ドロシー               | ネバ・パターソン       | 荘司美代子                         | 大方斐紗子                           | 間嶋里美                                                     |
| シャミノーン           | ダン・フレイザー       | 石井敏郎                           | 峰恵研                               |                                                              |
| 不明 その他            |                        |                                    |                                      | 桜本昌弘 小関一 沢木郁也 清川元夢 塚田正昭 小野丈夫 笹岡繁蔵 |
|                        |                        |                                    |                                      |                                                              |
| 演出                   | 演出                   |                                    |                                      | 岡本知                                                       |
| 翻訳                   | 翻訳                   | 進藤光太                           | 山田実                               | 山田実                                                       |
| 効果                   |                        |                                    |                                      |                                                              |
| 調整                   |                        |                                    |                                      |                                                              |
| 制作                   | 制作                   |                                    |                                      | グロービジョン                                               |
| 解説                   | 解説                   | 荻昌弘                             | 高島忠夫                             | 荻昌弘                                                       |
| 初回放送               | 初回放送               | 1973年5月28日 『月曜ロードショー』 | 1976年10月1日 『ゴールデン洋画劇場』 | 1982年7月26日 『月曜ロードショー』                           |

- TBS新版がDVDに収録

## スタッフ
- 監督：ラルフ・ネルソン
- 製作：リチャード・バーグ
- 脚本：ジェームズ・リー、ジョエル・オリアンスキー
- 原作：アラン・シリトー
- 撮影：ラッセル・メティ
- 音楽：ブロニスラウ・ケイパー
- 美術：カール・アンダーソン、アレクサンダー・ ゴリツィン
- 編集：ハワード・エプスタイン